# ایستگاه ایون ویو
ایستگاه ایون ویو (انگلیسی: Ionview stop) یک ایستگاه قطار سبک شهری در حال ساخت در خط ۵ اگلینتون، بخشی از سیستم متروی تورنتو است.